# 4월 15일
4월 15일은 그레고리력으로 105번째(윤년일 경우 106번째) 날에 해당한다.

## 사건
- 1861년 - 링컨 대통령, 3개월 계약 기간의 지원병 소집 공고.
- 1865년 - 링컨 대통령 암살에 이어 앤드류 존슨이 미국 제17대 대통령 취임
- 1912년 - 빙산과 충돌한 RMS 타이타닉이 완전히 침몰하다.
- 1919년 -
  - 3·1운동에 대한 보복으로 제암리 학살 사건 발생.
  - 대한독립단 결성.
- 1949년 - 대한민국 해병대가 경상남도 창원군 진해읍에서 창설.
- 1969년 - 동해상에서 미국 해군 소속 EC121 정찰기가 조선인민군 공군에 의해 격추되는 사건이 일어나다.
- 1986년 - 미국, 리비아를 공습하다.
- 1989년 - 영국의 셰필드에 있는 힐즈브러 스타디움에서 힐즈브러 참사 발발.
- 1989년 - 후야오방의 죽음으로 베이징에서 시위가 시작. 이는 후에 천안문 사태로 이어짐.
- 1999년 - 대한항공 6316편 추락 사고.
- 2002년 - 중국국제항공 129편 추락 사고
- 2004년 - 대한민국 17대 총선 실시.
- 2010년 -
  - 반정부 시위로 실각한 키르기스스탄의 쿠르만베크 바키예프 대통령이 인접국 카자흐스탄으로 떠났다고 AP 통신이 보도했다.
  - 대한민국의 해군 3함대 소속 링크스 헬기가 초계비행 도중 진도군 부근에서 실종되었다.
- 2012년 -
  - 국제 연합 안전 보장 이사회가 시리아의 감시단을 파견한다는 내용의 안보리 결의안 2042호를 채택하다.
- 2013년 - 미국 보스턴 마라톤에서 테러가 발생하다.
- 2014년 -
  - 개기월식이 발생하다. 블러드 문(Blood Moon)이 뜨다.
  - 대한민국 경기도 안산시 단원구 반월공단 3층 화학물질 제조공장에서 폭발사고가 발생해 3명의 사망자가 발생하였다.
- 2019년 - 노트르담 대성당 화재

## 문화
- 1892년 - 제너럴 일렉트릭(GE) 창립.
- 1923년 - 인슐린 본격적으로 보급.
- 1947년 - 메이저 리그 최초의 흑인 선수 재키 로빈슨이 브루클린 다저스에 입단. 그의 입단 50주년 되는 1997년부터 '재키 로빈슨 데이'로 지정되었다.
- 1959년 - 부산문화방송 라디오 개국.
- 1990년 - Cpbc FM 라디오 방송 개국.
- 1993년 - 장준하가 한신상을 수상받았다.
- 1994년 - 어린이 만화 동요 노래방에 출시되다.
- 1997년 - 미디어라인에서 음악 그룹 젝스키스 데뷔되다.
- 2007년 - 프로야구에서 주형광이 역대 9번째 1200탈삼진을 하였다.
- 2011년 - WWE 슈퍼스타 에지가 은퇴하다.
- 2024년 - 대한민국의 연합뉴스TV JOB 개국.

## 탄생
- 1452년 - 이탈리아의 미술가, 과학자, 기술자, 사상가 레오나르도 다 빈치. (~1519년)
- 1642년 - 오스만 제국의 술탄 쉴레이만 2세. (~1691년)
- 1684년 - 러시아의 최초 여황제 예카테리나 1세. (~1727년)
- 1707년 - 스위스의 수학자 레온하르트 오일러. (~1783년)
- 1797년 - 조선의 가톨릭 순교자, 프랑스인 주교 로랑조제프마리위스 앵베르. (~1839년)
- 1918년 - 대한민국의 군인, 정치인 김동하. (~1993년)
- 1843년 - 미국의 소설가 헨리 제임스. (~1916년)
- 1858년 - 프랑스의 사회학자 에밀 뒤르켐. (~1917년)
- 1900년 - 대한민국의 정치인 김용환. (~1969년)
- 1909년 - 대한민국의 정치인 박성우. (~1954년)
- 1912년 - 조선민주주의인민공화국의 국가주석 김일성. (~1994년)
- 1915년 - 미국의 정치인, 워싱턴 D.C.의 첫 흑인 시장 월터 워싱턴. (~2003년)
- 1922년 - 미국의 정치인, 시카고의 첫 흑인 시장 해럴드 워싱턴. (~1987년)
- 1923년 - 대한민국의 군인 출신 정치인 길재호. (~1985년)
- 1924년 - 영국의 지휘자, 바이올리니스트 네빌 매리너. (~2016년)
- 1925년 - 대한민국의 시인 이병훈. (~2009년)
- 1928년 - 대한민국의 정치인 고재청. (~2014년)
- 1931년 - 대한민국의 교육자, 저술가 원익환. (~2025년)
- 1934년 - 미국의 영화배우 모린 아서. (~2022년)
- 1937년 - 대한민국의 정치인 윤여훈. (~2024년)
- 1938년 - 이탈리아의 배우 클라우디아 카르디날레.
- 1939년 - 대한민국의 교수, 대학총장 신일희.
- 1941년 - 대한민국의 생물학자, 조류학자 윤무부. (~2025년)
- 1943년 - 대한민국의 아나운서 이창호. (~2016년)
- 1944년
  - 일본의 전 축구 선수 가마모토 구니시게. (~2025년)
  - 이츠케리아 체첸 공화국의 제1대 대통령 조하르 두다예프. (~1996년)
- 1947년 - 영국의 기업인 마틴 브로턴.
- 1951년 - 대한민국의 가수 이동원. (~2021년)
- 1955년
  - 대한민국의 배우 신원균.
  - 이집트의 기업인, 영화 프로듀서 도디 알파예드.
- 1959년 - 영국의 배우 엠마 톰슨.
- 1962년 - 대한민국의 범죄자 김현희.
- 1963년 - 대한민국의 배우 최석구.
- 1964년
  - 대한민국의 통일부 장관 홍용표.
  - 대한민국의 핸드볼 선수 김명순.
- 1965년
  - 니제르의 군사 지도자 살루 지보.
  - 대한민국의 정치인 김병욱.
  - 미국의 가수 린다 페리.
- 1966년 - 중국의 반체제 인사 차이링.
- 1968년 - 영국의 가수, 기타리스트 에드 오브라이언.
- 1970년 - 캐나다의 미스코리아 강주은.
- 1971년
  - 대한민국의 양궁 선수 김수녕.
  - 대한민국의 배우 김태우.
  - 남아프리카 공화국의 육상 선수 조시아 투과니.
- 1972년
  - 대한민국의 배우 김석훈.
  - 일본의 야구 선수 기무라 다쿠야. (~2010년)
- 1973년 - 대한민국의 연극배우 김태범.
- 1974년
  - 대한민국의 배우, 연출가 김민교.
  - 대한민국의 모델 출신 배우 변정수.
  - 대한민국의 배우 황동주.
- 1975년 - 대한민국의 가수 정민.
- 1976년 - 대한민국의 프로듀서, 연출가 나영석.
- 1977년 - 아르헨티나의 배우, 가수, 사회자 로미나 가에타니.
- 1978년
  - 조지아의 피아노 연주자 기오르기 라사비제.
  - 푸에르토리코의 가수, 작곡가, 배우 루이스 폰시.
- 1979년 - 영국의 배우 루크 에번스.
- 1980년
  - 대한민국의 배우 진모.
  - 미국의 권투 선수 로키 후아레스.
- 1981년
  - 대한민국의 육상 선수 이연경.
  - 대한민국의 배우 왕빛나.
  - 대한민국의 배우 이용우.
  - 오스트리아의 축구 선수 하네스 볼프.
- 1982년
  - 미국의 배우 세스 로건.
  - 일본의 전 축구 선수 니시노 고헤이.
- 1983년
  - 브라질의 배우 앨리스 브라가.
  - 대한민국의 레이싱 모델 오성미.
  - 잉글랜드의 싱어송라이터 맷 카들.
- 1984년 - 대한민국의 전 야구 선수 윤석현.
- 1985년 - 대한민국의 배우 윤현민.
- 1986년
  - 대한민국의 배우 강은비.
  - 대한민국의 방송인 오초희.
  - 대한민국의 아나운서 박창현.
  - 대한민국의 희극인 이진호.
  - 일본의 축구 선수 야마모토 고헤이.
  - 대한민국의 의사 정성욱.
- 1987년
  - 영국령 버진아일랜드의 가수 Iyaz.
  - 우크라니아의 권투 선수 올렉산드르 흐보즈디크.
  - 일본의 축구 선수 미시마 고헤이.
- 1988년 - 일본의 성우 누마쿠라 마나미.
- 1989년
  - 대한민국의 축구 선수 심서연.
  - 대한민국의 배우 김민선.
- 1990년 - 영국의 배우, 모델 엠마 왓슨.
- 1991년
  - 대한민국의 배우 차서원.
  - 일본의 가수, 배우 아리오카 다이키 (Hey! Say! JUMP).
  - 일본의 해커 가네시로 타다시.
  - 대한민국의 전직 카트라이더 프로게이머 안한별.
- 1992년
  - 대한민국의 모델, 배우 이철우.
  - 대한민국의 래퍼 윤비.
  - 대한민국의 스타크래프트 프로게이머 방태수.
  - 이탈리아의 펜싱 선수 알리체 볼피.
  - 스웨덴의 축구 선수 욘 구이데티.
- 1993년
  - 미국의 가수, 배우 소피아 카슨.
  - 대한민국의 가수 레아.
  - 대한민국의 전 가수 민수.
- 1994년
  - 대한민국의 배우 박보연.
  - 대한민국의 아나운서 이지현.
- 1995년 - 대한민국의 가수 김남주 (에이핑크).
- 1996년 - 일본의 유도 선수 나가야마 류주.
- 1997년
  - 영국의 배우 메이지 윌리엄스.
  - 대한민국의 가수 김국헌 (마이틴).
- 1998년
  - 대한민국의 야구 선수 김태욱.
  - 중화인민공화국 태생 대한민국의 탁구 선수 최효주.
- 1999년
  - 대한민국의 배우 류의현.
  - 키르기스스탄의 레슬링 선수 아크졸 마흐무도프.
- 2000년
  - 대한민국의 배우 홍태의.
  - 대한만국의 배우 유준.
- 2001년
  - 대한민국의 배우 강나언.
  - 대한민국의 배우 이준하.
- 2002년
  - 스페인의 배우, 모델 클라라 가예.
  - 대한민국의 축구 선수 최준용.
- 2003년 - 대한민국의 가수 영원.
- 2006년 - 대한민국의 배우 김나연.
- 2008년 - 대한민국의 배우 최명빈.
- 2009년 - 미국의 배우 줄리아 버터스.

## 사망
- 1446년 - 이탈리아의 건축가 필리포 브루넬레스키. (1377년~)
- 1558년 - 오스만 제국의 술탄인 쉴레이만 1세의 황귀비 록셀라나. (1502년~)
- 1764년 - 루이 15세의 애첩 잔앙투아네트 푸아송 드 퐁파두르 여후작. (1721년~)
- 1864년 - 조선 시대 천도교의 창시자 최제우. (1824년~)
- 1865년 - 미국의 제16대 대통령 에이브러햄 링컨. (1809년~)
- 1912년 - 미국의 정치인, 기업인 이지도어 스트라우스. (1845년~)
- 1957년 - 미국의 야구인 잭 쿰스. (1882년~)
- 1972년 - 미국의 경제학자 프랭크 나이트. (1885년~)
- 1980년 - 프랑스의 소설가 장 폴 사르트르. (1905년~)
- 1984년 - 영국의 희극인 토미 쿠퍼. (1921년~)
- 1989년 - 중국의 정치가 후야오방. (1915년~)
- 1990년 - 스웨덴의 배우 그레타 가르보. (1905년~)
- 1998년 - 캄보디아의 총리, 군인 폴 포트. (1925년~)
- 2004년 - 일본의 만화가 요코야마 미츠테루. (1934년~)
- 2017년 - 파나마의 축구 선수 아밀카르 엔리케스. (1983년~)
- 2018년 - 미국의 배우 로널드 리 어메이. (1944년~)
- 2020년
  - 미국의 작곡가 리 코니츠. (1927년~)
  - 미국의 영화배우 브라이언 데너히. (1938년~)
  - 미국의 촬영감독 앨런 다비오. (1942년~)
  - 웨일스의 대기물리학자 존 호턴. (1931년~)
- 2022년 - 미국의 영화배우 리즈 셰리던. (1929년~)
- 2024년
  - 대한민국의 정치인 반형식. (1935년~)
  - 대한민국의 정치인 이달호. (1958년~)
  - 대한민국의 정치인 조남호. (1938년~)
  - 독일의 축구선수 베른트 횔첸바인. (1946년~)
- 2025년 - 폴란드의 영화배우 야드비가 얀코프스카치에실라크. (1951년~)

## 기념일
- 세계 예술의 날
- 다미엔 신부의 날: 하와이
- 조세의 날: 미국, 필리핀
- 재키 로빈슨의 날: 메이저 리그 베이스볼
- 태양절: 조선민주주의인민공화국(김일성의 생일)
- 헬리콥터의 날:일본

## 같이 보기
- 전날: 4월 14일 다음날: 4월 16일 - 전달: 3월 15일 다음달: 5월 15일
- 음력: 4월 15일
- 모두 보기